# Synthesia
Synthesia, a.s. je chemická firma sídlící v Pardubicích v části Semtín zaměřená na tzv. kvalifikovanou chemii. Firma byla součástí holdingu Agrofert. 1. září 2023 byla společnost odkoupena investiční skupinou Kaprain podnikatele Karla Pražáka.

## Další údaje
V roce 2019 firma zaměstnávala asi 1600 pracovníků a její obrat činil 4 mld Kč. Firma je rozdělena do čtyř jednotek, tzv. Strategic Business Unit (SBU) – SBU Organická chemie, SBU Nitrocelulóza, SBU Pigmenty a barviva. Mezi odběratele Synthesie patří výrobci nátěrových hmot a tiskových barev, zpracovatelé barviv a pigmentů pro textilní průmysl, koželužny, papírny, farmaceutické a zbrojařské firmy, producenti kosmetiky nebo zemědělské podniky. Produkce Synthesie je ze tří čtvrtin určená pro export.
Od 1. 1. 2013 vzniká další jednotka – SBU „SemtinZone“ která má za úkol dále rozvíjet průmyslový areál v Semtíně a Rybitví a s příchodem dalších chemických a strojírenských firem do této oblasti vytvořit Industriální park po vzoru některých průmyslových areálů v západní Evropě. Areál SemtinZone (750 ha) je vybaven železniční vlečkou o délce 43 km, dvěma čističkami odpadních vod, chemickou kanalizací atd. Uvnitř areálu je také vlastní elektrárna s instalovaným výkonem přes 70 MW.
V srpnu 2025 došlo v areálu společnosti k výbuchu, který zranil tři osoby.